# NK Sjever Split
NK Sjever bio je nogometni klub iz Splita.

## Povijest kluba
Klub je osnovan u mjesecu srpnju 1952. godine. Prvi predsjednik bio je Andrija Vučičić. Klub je djelovao 1950-ih i 1960-ih i nastupao je u tadašnjoj ligi Splitskog nogometnog podsaveza. Sjever je bio jedan od tri splitska kluba koji su nastupali u prvenstvu podsaveza (uz Dalmatinac i Nadu), no nikada se nije uspio kvalificirati u viši rang natjecanja.
Stariji Splićani rado se sjećaju Sjevera i razdoblja kada je (tada još relativno mali) Split imao pet aktivnih - registriranih klubova u sustavima natjecanja. Sjever je prestao postojati 1968. godine zbog financijskih teškoća.

## Utakmice i sjedište kluba
Svoje je utakmice NK Sjever igrao na igralištu RNK Split, tada zvanom Turska kula, a danas Park mladeži. Sjedište kluba bilo je u baraci u tadašnjem Orlandinija dvoru između Tršćanske i Solinske ulice.

## Boja dresa
Klub je nastupao u prugastim, crno-bijelim majicama (slično Juventusu).

## Klupski uspjesi

### Nastupi u seniorskom ligaškom natjecanju
- 1954.
- 1955.
- 1956.
- 1957.
- 1958.
- 1959.
- 1960.
- 1960/61.
- 1961/62.
- 1962/63.
- 1963/64.
- 1964/65.
- 1965/66.
- 1966/67.

## Poznati igrači
- Branko Jagnjić Grof
- Siniša Škoko
- Vinko Kukoč  (vratar)

## Zanimljivosti
Za NK Sjever igrao je jedno vrijeme i jedan tamnoputi igrač - Mubarak iz Sudana. To je bio prvi crnac koji je igrao u nekom splitskom klubu, a vjerojatno i šire.

## Navijači
Svaki od splitskih klubova imao je svoje navijače. Najpoznatiji Sjeverovac bio je pokojni splitski pjevač i pjesnik Toma Bebić. Spominju se još i Vinko Smodlaka zvan Duša Sjevera, Slavko Melvan, Joško Perlain, Josip Tičić i dr.

## Vanjske poveznice
- Sićate li se Sjevera, Dalmatinca i Nade ...